# Pariser Stich
Pariser Stich ist eine Maßeinheit in der Schuhindustrie. Sie wurde um 1800 in Frankreich festgelegt. Ein Pariser Stich entspricht 0,666 Zentimeter = 2/3 cm.
Zur Berechnung wird die Leistenlänge (in Zentimeter) durch den Pariser Stich geteilt, und man erhält die Schuhgröße:
{\displaystyle SG={\frac {LL}{PS}}}, z. B. {\displaystyle LL=30\mathrm {cm} \Rightarrow SG={\frac {30\mathrm {cm} }{{\tfrac {2}{3}}\mathrm {cm} }}=45}
Umgekehrt ergibt die Schuhgröße multipliziert mit dem Pariser Stich die Leistenlänge:
{\displaystyle \Leftrightarrow LL=SG\cdot PS}, z. B. {\displaystyle SG=45\Rightarrow LL=45\cdot {\tfrac {2}{3}}\mathrm {cm} =30\mathrm {cm} }
Die Leistenlänge ist bis zu 1,5 Zentimeter größer als die Fußlänge.